# 丁春誠
丁春誠（英語：Sphinx Ting，1984年11月21日—），男演員、策展人，與高以翔、陳绍誠、藍鈞天四人被封為「時尚F4」。四人同為嘉裕西服2008年秋冬季產品拍攝目錄並走秀，並於2009年4月推出四人所著的第一本書《遇見時尚F4》。

## 经历
2005年開始以專業模特兒參與各大國際精品走秀，時常出席時尚活動，加上電影和電視劇的演出，受到新聞媒體雜誌等報導注目。
2011年拍攝個人第一部電影作品-影子愛人，除了與韓國實力派演員權相佑同場飆戲以外，與影后張柏芝在電影中也有不少對手戲。
2012年主演台日合作偶像剧《白色之恋》重新詮釋日本經典電視劇星之金幣,演繹當年由竹野內豐所演出的角色,大受好評。
2014年在電影《只要一分鐘》與張鈞甯以及何潤東合作。
2015年開始在北京電影學院進修。
2016年、2017年受邀出席米蘭、巴黎時裝週，Giorgio Armani、 Emporio Armani 、Salvatore Ferragamo。
2018  2019年接連參演各種類型的劇集，朝全方位演員邁進，從短劇《你想說什麼》，到LINE TV自製劇《圈套》中飾演外型精實、沈默又壓抑的古道一，此劇在網路上大受好評。
2019年在曼谷和日本兩地拍攝由陳思誠所監製的網劇-《唐人街探案》，由郭敬明小說悲傷逆流成所改編的電視劇-《流淌的美好時光 》，此劇也將在2019年暑假檔於湖南衛視金鷹獨播劇場撥出，丁春誠在劇中飾演駱荀一角。

## FASHION SHOW
- YSL
- LOUIS VUITTON
- CARTIER
- MARC BY MARC JACOBS
- DKNY
- DUNHILL
- JIL SANDER
- CARNIVAL
- SHIATZY CHEN
- STEPHANE DOU
- PUMA
- MULBERRY
- MONTBLANC
- HARRY WINSTON
- GUCCI
- PUAL&JOE
- TED BAKER

## 演出作品

### 電視劇
| 首播 | 頻道       | 劇名                   | 飾演           |
| 2007 | 台視三立   | 《鬥牛要不要》         | Roma           |
| 2009 | 中視八大   | 《桃花小妹》           | 陳轉           |
| 2010 | 優酷       | 《清蜜星體驗》         | 獅子男/蔣哥    |
| 2010 | Hichannel  | 《愛在台中》           | 方亞斯         |
| 2010 | 中視       | 《女王不下班》         | 章銜 (年輕時） |
| 2011 | 超視       | 《33故事館之相戀無罪》 | 林志豪         |
| 2011 | 中視       | 《珍愛林北》           | 單幫王         |
| 2011 | 廣州綜合   | 《告訴我你愛我》       | 季浩然         |
| 2011 | 大愛       | 《長情劇展角落的溫柔》 | 黃祥麟         |
| 2012 | 中視中天   | 《白色之戀》           | 楚永拓         |
| 2013 | HakkaTV    | 《陂塘》               | 趙篤信         |
| 2013 | 民視八大   | 《愛情ATM》            | 李偉銘         |
| 2014 | 台視八大   | 《徵婚啟事》           | 小帥           |
| 2019 | LINE TV    | 《HIStory3- 圈套》     | 古道一         |
| 2019 | 湖南衛視   | 《流淌的美好时光》     | 駱荀           |
| 2020 | 愛奇藝     | 《唐人街探案》         | C爺            |
| 2020 | 優酷       | 《預支未來》           | 莊雲           |
| 2022 | Disney+    | 《台北女子圖鑑》       | 高松揚         |
| 2023 | 八大戲劇台 | 《不良執念清除師》     | 謝輝           |
| 2024 | 三立都會台 | 《幸福房屋事件簿》     | 張瑞           |

### 電影
| 首映           | 片名                   | 飾演         | 導演   |
| 2012年5月11日  | 影子愛人               | Johnny       | 潘源良 |
| 2014年5月9日   | 只要一分鐘             | 業務- 陳立翔 | 陳慧翎 |
| 2014年10月10日 | 食人蟲 (又名:3D食人蟲) | 凱文         | 嚴嘉   |
| 2015年8月13日  | 宅女偵探桂香           |              | 彭順   |
| 2021年5月28日  | 蜜月旅行               | Johnny       | 李怡慧 |

### MV
- Makiyo：《我只想到你》（2004）
- S.H.E.：《找不到》（2004）
- 梁詠琪：《給自己的情歌<》（2006）
- 容祖兒：《牛奶》（2007）
- 溫嵐：《不要愛上我》（2009）
- A-Lin：《以前，以後》（2009）
- 蕭敬騰:《怎麼說我不愛你》  (2011)
- 薛凱琪:《冷笑話》 (2013)
- 薛凱琪:《諸葛亮》 (2013)

## 廣告代言
- 全家便利商店拼接時尚A to Z《限量版龍年吊飾篇》 《時尚執事篇》
- 桂格北海道鮮奶燕麥
- sony vaio CR
- 休閒服飾品牌 七匹狼
- 純喫茶 街頭籃球篇
- wacoal內衣廣告
- 飛柔洗髮精
- EDWIN牛仔褲
- SALASALA髮蠟
- 遠傳電信
- 水平衡

## 出版作品

### 書籍
| 出版日       | 類型 | 書名       | 作者                           | 出版社 | ISBN                   |
| 2009年4月6日 | 散文 | 遇見時尚F4 | 藍钧天、丁春誠、陈绍诚、高以翔 | 平裝本 | ISBN 978-957-803-731-1 |

## 活動
| 年度       | 性質 | 地點 | 活動                                    |
| 2010年12月 | 攝影 | 高雄 | 丁春誠攝影展                            |
| 2010年12月 | DJ   | 台北 | Lava new year party                     |
| 2011年4月  | DJ   | 全台 | 18TC、BARCODE名人派對DJ丁春誠全台灣巡迴 |

## 外部連結
- 丁春誠TING的新浪微博
- 丁春誠 Sphinx Ting Fans Club的Facebook專頁
- 丁春誠在互联网电影资料库（IMDb）上的資料（英文）
- 丁春誠在香港影庫上的簡介
- 丁春誠在豆瓣上的资料（简体中文）
- 丁春誠在时光网上的簡介（简体中文）